# Shkola
Shkola (em russo: Школа) é uma série de televisão russa exibida originalmente no Primeiro Canal entre 11 de janeiro e 27 de maio de 2010, com uma pausa de duas semanas durante os Jogos Olímpicos de Inverno. Dirigida por Valeria Gai Germanika, Ruslan Malikov e Natalia Meshchaninova, a série foi filmada na escola de número 945, situada no bulevar Orekhovy, em Moscou. De acordo com a diretora do estabelecimento de ensino, Tatiany Rybinoi, o local foi escolhido pela sua "arquitetura e localização conveniente em relação ao metrô."
No enredo, Alexey Litvinenko interpreta Ilya Epifanov, um novo aluno numa escola comum de Moscou. A série foi bem recebida pela crítica especializada e provocou um clamor público, resultando em reações mistas na sociedade, bem como críticas de uma série de figuras públicas, políticas e religiosas.

## Sinopse
O enredo narra alguns meses duma classe da nona série duma escola comum de Moscou, mostrando a relação entre os próprios alunos, pais e professores. No primeiro episódio, os alunos retornam das férias de inverno e conhecem um novo integrante da classe, Ilya Epifanov.

## Elenco
O elenco principal consiste:
- Alexey Litvinenko como Ilya Epifanov.
- Valentina Lukashchuk como Anna Nosova.
- Anna Shepeleva como Olga Budilova.
- Natalia Tereshkova como Irina Shishkova.
- Igor Ogurtsov como Alexey Shutov.
- Anatoly Semyonov como Anatoly Germanovich Nosov.
- Elena Papanova como Valentina Kharitonovna Murzenko, professora língua e literatura russa.
- Alexandra Child como Natalia Nikolaevna Orlova, professora de física.
- Natalia Sapetskaya como Elena Grigorievna Krymova, professora de inglês.
- Alexey Kurganov como Arseny Ivanovich Degtyarev, professor de química.
- Tatiana Titova como Zoya Ivanovna Grinko, professora de educação física.
- Sergey Kagakov como Oleg Semyonovich Privolnov, professor de geografia.
- Gennady Podshivalov como Alexey Nikolaevich Motylev, professor de estudos sociais.
- Nikolay Sutarmin como Yuri Nikolaevich Ivanov, professor de história.
- Tatiana Monakhova como Sofya Andreevna Schwarzfeld, professora de matemática.

## Repercussão
Shkola recebeu, de modo geral, críticas positivas, embora seus temas resultasse em controvérsias sociais. O crítico de cinema Roman Volobuev elogiou os interpretes e o plano fechado da série. Ele também ressaltou a importância do projeto ter sido transmitido para um grande público no Primeiro Canal. Em 2012, numa entrevista para a rádio Ekho, Volobuev elogiou as atrizes Lukashchuk, Shepeleva e Child. Em sua crítica, Artemi Troitski declarou-se fã da série e mencionou-a como a melhor produção dum canal estatal no período pós-soviético. Este raciocínio foi seguido por Dmitri Putschkov, um escritor e tradutor russo.
Um dos parâmetros elogiados foi o trabalho de câmera presente no seriado, que, segundo a cineasta Marina Razbejkina, "aumenta a credibilidade do programa". Sobre os temas sociais abordados, a jornalista Marina Lesko mencionou que a série não demonstra "agressão e licenciosidade" da qual é acusada.
Diante dos temas abordados e o impacto social, a série recebeu inúmeras críticas negativas. Logo no início da transmissão, os alunos da escola de número 945 — estabelecimento que serviu para as filmagens do programa — solicitaram o encerramento das filmagens. Na ocasião, a diretora da escola, Tatiany Rybinoi, expressou seu contentamento com a indignação dos jovens, mas assegurou que o Departamento de Educação de Moscou, órgão que rege as instituições de ensino da cidade, não pretendia aceitar quaisquer sanções contra a série. Apesar disso, a chefe do departamento, Olga Larionova, posicionou-se contra o programa.
Por sua vez, o chefe da Agência Federal de Educação Nikolai Bulaev mencionou a "concentração de negatividade" do enredo e que o programa não repercutiria positivamente no primeiro mês do "Ano do Professor." Entre outras repercussões negativas, inclui-se deputados de Ulianovsk e Volgogrado, membros do Conselho Público da Assembleia Legislativa de Krasnodar e o Ministério da Educação e Ciência do oblast de Amur.
Em contrapartida, a assessoria do Primeiro Canal desaconselhou conclusões prematuras e pediu compreensão aos telespectadores. Ainda de acordo com a nota, "as afirmações de que não há problemas no ensino não são construtivas para o país." Vladimir Putin também se manifestou sobre a série durante uma visita a Universidade Estadual de Chuvash. Questionado por um estudante, Putin respondeu que a mesma expressava o ponto de vista dos autores. Por sua vez, o Patriarca de Moscou e de toda a Rússia, Cirilo I, disse que a série "mostrou o que acontece com nossas crianças e jovens", e ressaltou a importância de ensinar fundamentos de culturas religiosas e ética secular.